# Falluja

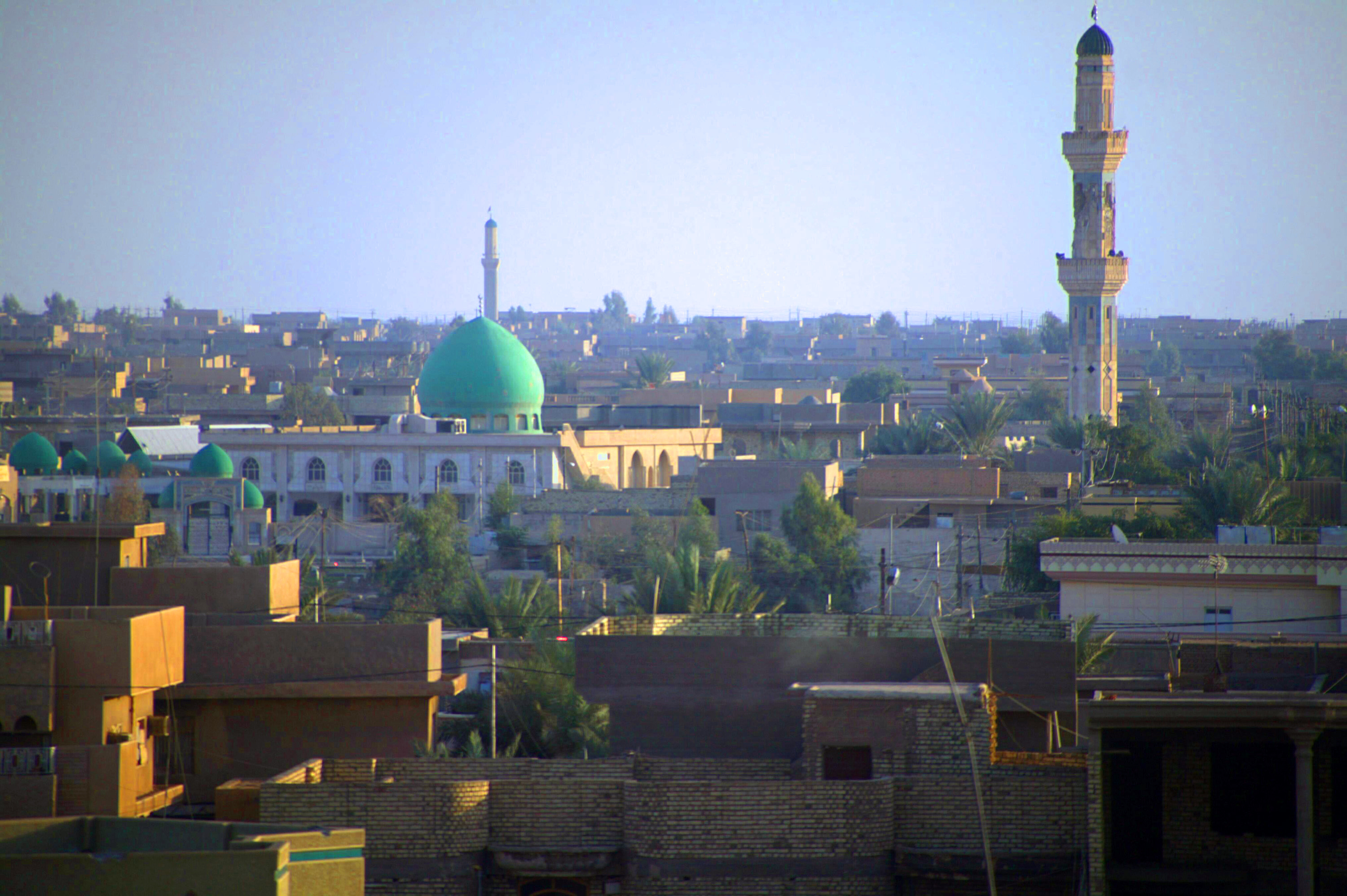
Falluja

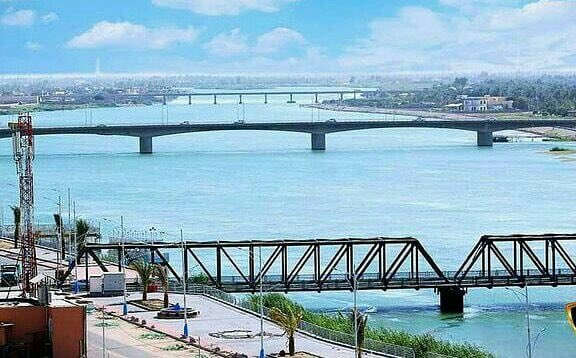
Falluja

Falluja of Fallujah (Al Fallujah) (Arabisch: الفلوجة, al-Fallūǧa) is een stad in de Iraakse provincie Al-Anbar (Umbar) met volgens schattingen 285.000 inwoners. Ze ligt ongeveer 69 kilometer ten westen van Bagdad, aan de rivier de Eufraat en op de hoofdweg die Bagdad met Jordanië verbindt.
In Irak staat de stad bekend als de "stad van de moskeeën": er zijn meer dan 200 moskeeën in de stad en de omringende dorpen. Falluja is lange tijd een van de belangrijkste centra van het soennisme in de regio geweest.

## Geschiedenis
De stad werd gesticht in de 4e eeuw op of nabij de plek waar de vroegere stad Misiche was. De Romeinse keizer Gordianus III was daar in 244 in de Slag van Misiche omgekomen. Het was toen een kleine en relatief onbelangrijke stad. Het lag in de schaduw van de noordelijker gelegen stad Al Anbar, die ook een tijdje de hoofdstad van het Abbasidenrijk was.
Ten tijde van het Ottomaanse Rijk van 1517 tot 1917, was de stad niet veel meer dan een tussenstop op de weg naar Bagdad. In 1947 had de stad ongeveer 10.000 inwoners. Later groeide de stad door de aanwezige olie-industrie.
Onder Saddam Hoessein werd de stad belangrijker vanwege de vele soennieten die hier woonden. De soennieten, een minderheid in Irak, vormden de machtsbasis voor Hoessein en hij ondersteunde hen door de bouw van fabrieken en bedrijven.

### Tweede Golfoorlog en daarna
Na de Golfoorlog van 2003 werd Falluja een belangrijke plaats voor het Iraaks verzet. Anno oktober 2004 was de stad in handen van het verzet. De Amerikanen bombardeerden de stad regelmatig omdat zij dachten dat de uit Jordanië afkomstige rebellenleider Abu Musab al-Zarqawi zich er schuilhield. Sinds de opkomst van het Iraaks verzet in juni 2003 werd vrijwel permanent gevochten om Falluja. Amerikaanse vliegtuigen voerden vrijwel dagelijks "precisiebombardementen" uit, waarbij ook veel burgerslachtoffers vielen. Zo kwamen bij een bombardement op 1 september 2004 naar schatting 20 personen om het leven.
Bij een aanval op een konvooi, begeleid door zwaar gewapende bewakers van het bedrijf Blackwater Security Consulting USA, op 31 maart 2004, kwamen vier Amerikaanse huurlingen om het leven. Hun lichamen werden verbrand en verminkt opgehangen aan een brug.
Gedurende lange tijd was Falluja een soennitisch bolwerk waar zich duizenden strijders onder aanvoering van de vermeende leider van al-Qaida in Irak, Abu Musab al-Zarqawi, schuilhielden. De Amerikanen en Iraakse regeringstroepen hadden geen controle over de stad.
Op 7 november 2004 riep interim-premier Iyad Allawi de noodtoestand uit, waarna soldaten in de nacht van 7 op 8 november de aanval op de stad openden. In de stad waren toen nog naar schatting zo'n 50.000 van de 250.000 inwoners aanwezig. Het aantal strijders werd geschat op 1000 à 6000. In Falluja werden zwaargewonde opstandelingen door Amerikaanse soldaten doodgeschoten.
Op 8 november 2005 zond de Italiaanse zender Rai een documentaire uit, genaamd: Fallujah: The Hidden Massacre, waarin twee veteranen vertelden dat er bij de slag om Falluja gebruik was gemaakt van witte fosfor en van napalm, ook tegen burgers. Het Pentagon gaf in een verklaring op 16 november toe dat inderdaad witte fosfor was gebruikt, zij het niet tegen burgers.
Op 4 januari 2014 werd de stad ingenomen door ISIS, die actief is in het westen van Irak en Syrië. Er volgden felle gevechten tussen strijders van ISIS en het Iraakse leger gesteund door lokale milities om controle over de stad. Op 17 mei 2016 maakte de Iraakse premier, Haider al-Abadi, bekend de stad te hebben heroverd op de radicale islamitische groepering.